# Ibliss
Ibliss war eine deutsche Jazzrock-Gruppe, die 1971 im Rheinland gegründet wurde.

## Zusammensetzung
Sie bestand aus
- Basil Hammoudi (Perkussion, Flöte, Gesang),
- Rainer Buechel (Saxophon, Flöte),
- Wolfgang Büllmeyer (Gitarre, Perkussion),
- Norbert Büllmeyer (Bass, Perkussion) und
- Andreas Hohmann (Schlagzeug, Perkussion).

Der Name der Band bezieht sich auf das arabische Wort für „teuflisch“.

## Bandgeschichte
Einer der Gründer der Band, der in Bagdad geborene Basil Hammoudi, hatte vorher in der Kraftwerk-Vorgängerband Organisation zusammen mit Ralf Hütter und Florian Schneider-Esleben und anderen musiziert. Der Schlagzeuger Andreas Hohmann ist auf dem Kraftwerk-Debütalbum „Kraftwerk“ zu hören.
Die Musik von Ibliss kann als jazziger Krautrock mit stark perkussivem Einschlag bezeichnet werden. Das Quintett veröffentlichte nur eine Langspielplatte, das von Conny Plank 1972 in Hamburg aufgenommene und produzierte Album „Supernova“.
Das Album enthält vier längere perkussionslastige Instrumentaltitel, deren Stil auf dem Hüllensticker der spanischen Wiederveröffentlichung aus dem Jahre 2009 als „cosmic fusion“ mit „middle-eastern flavour“ bezeichnet wurde. Verkaufszahlen der Originalveröffentlichung sind nicht bekannt, in der Beilage der Wiederveröffentlichung ist von  einigen Tausend Exemplaren die Rede. Die Gruppe löste sich 1973 auf.

## Diskographie
- Supernova (Spiegelei 28501, 1972)